# Norman Lee
Norman Lee (Sutton, Londres, Surrey, 10 de outubro de 1898 – Surbiton, Surrey, 3 de junho de 1964) foi um roteirista, produtor e diretor de cinema britânico.

## Filmografia selecionada
- The Streets of London (1929)
- Night Patrol (1930, documentário)
- Strip, Strip, Hooray (1932)
- The Pride of the Force (1933)
- Kathleen Mavourneen (1937)
- Knights for a Day (1937)
- Save a Little Sunshine (1938)
- Murder in Soho (1939)
- The Door with Seven Locks (1940)
- Mr. Reeder in Room 13 (1941)
- The Farmer's Wife (1941)
- The Monkey's Paw (1948)
- The Case of Charles Peace (1949)